# Kirkersville
Kirkersville és una població dels Estats Units a l'estat d'Ohio. Segons el cens del 2000 tenia 520 habitants.

## Demografia
Segons el cens del 2000, Kirkersville tenia 520 habitants, 177 habitatges, i 143 famílies. La densitat de població era de 102,4 habitants per km².
Dels 177 habitatges en un 40,7% hi vivien nens de menys de 18 anys, en un 65% hi vivien parelles casades, en un 11,9% dones solteres, i en un 19,2% no eren unitats familiars. En el 15,8% dels habitatges hi vivien persones soles el 5,1% de les quals corresponia a persones de 65 anys o més que vivien soles. El nombre mitjà de persones vivint en cada habitatge era de 2,81 i el nombre mitjà de persones que vivien en cada família era de 3,15.
Per edats la població es repartia de la següent manera: un 28,5% tenia menys de 18 anys, un 6,7% entre 18 i 24, un 29,6% entre 25 i 44, un 24,2% de 45 a 60 i un 11% 65 anys o més.
L'edat mediana era de 36 anys. Per cada 100 dones de 18 o més anys hi havia 97,9 homes.
La renda mediana per habitatge era de 45.833 $ i la renda mediana per família de 55.000 $. Els homes tenien una renda mediana de 35.893 $ mentre que les dones 25.481 $. La renda per capita de la població era de 16.932 $. Aproximadament el 6,8% de les famílies i el 8% de la població estaven per davall del llindar de pobresa.

## Poblacions més properes
El següent diagrama mostra les poblacions més properes.